# Kunihiko Kodaira
Kunihiko Kodaira (japonès: 小平 邦彦)  (Tòquio i Tòquio, 16 de març de 1915 - Kōfu, 26 de juliol de 1997) va ser un matemàtic japonès, conegut per les seves contribucions en la geometria algebraica i en la teoria de la varietat complexa. Els seus primers treballs van ser sobre l'anàlisi funcional. Durant la Segona Guerra Mundial, treballà en solitari a Tòquio, preparant una tesi doctoral sobre la conjectura de Hodge, que va presentar el 1949. Pels seus treballs ha rebut la Medalla Fields, atorgada per la Unió Matemàtica Internacional el 1954 i el Premi Wolf el 1984/85.

## Obra destacada
- Morrow, James; Kodaira, Kunihiko. Complex manifolds.  AMS Chelsea Publishing, Providence, RI, 2006. ISBN 978-0-8218-4055-9.
- Kodaira, Kunihiko. Kunihiko Kodaira: collected works. I.  Iwanami Shoten, Publishers, Tokyo; Princeton University Press, Princeton, N.J., 1975. ISBN 978-0-691-08158-8.
- Kodaira, Kunihiko. Kunihiko Kodaira: collected works. II.  Iwanami Shoten, Publishers, Tokyo; Princeton University Press, Princeton, N.J., 1975. ISBN 978-0-691-08163-2.
- Kodaira, Kunihiko. Kunihiko Kodaira: collected works. III.  Iwanami Shoten, Publishers, Tokyo; Princeton University Press, Princeton, N.J., 1975. ISBN 978-0-691-08164-9.
- Kodaira, Kunihiko. Complex manifolds and deformation of complex structures.  Berlin, New York: Springer-Verlag, 2005. review. ISBN 978-3-540-22614-7.
- Kodaira, Kunihiko. Complex analysis. 107.  Cambridge University Press, 2007. ISBN 978-0-521-80937-5.